# Kritischer Katholizismus
kritischer Katholizismus, Untertitel Zeitung für Theorie und Praxis in Gesellschaft und Kirche,  war eine deutsche Monatszeitung, die 1968 gegründet wurde und bis 1974 erschien. Sie ging aus dem gleichnamigen, auf dem 82. Deutschen Katholikentag 1968 gegründeten Aktionskomitee hervor und vertrat einen kirchenkritischen Reformkatholizismus.

## Geschichte
In der Zeit nach dem Zweiten Vatikanischen Konzil zwischen 1962 und 1965, die im progressiven Flügel des deutschsprachigen Katholizismus mit Hoffnungen auf mehr Demokratisierung der kirchlichen Amtsstrukturen, auf Liberalisierung der Sexualmoral, auf Zulassung der Priesterehe und der Frauenordination verbunden war, wurde die Opposition zwischen diesem Flügel und dem Lehramt besonders im Jahre 1968 deutlich, als Papst Paul VI. mit der Enzyklika Humanae Vitae die Anwendung künstlicher Verhütungsmittel beim ehelichen Geschlechtsverkehr untersagte. Dieses Rundschreiben des kirchlichen Lehramtes wurde wenige Wochen vor dem 82. Deutschen Katholikentag im Jahre 1968 in Essen veröffentlicht und rief den Protest von zahlreichen Kirchentagsteilnehmern hervor. Eine kleine aktive Gruppe junger Katholiken, meist Theologiestudenten oder Mitarbeiter katholischer Studentengemeinden, frisch examinierter Pädagogen oder Wissenschaftler auf dem Katholikentag versuchte diese Enttäuschungen und kritischen Stimmen zu kanalisieren und mit Forderungen nach Kirchendemokratie, sexueller Selbstbestimmung von Eheleuten und Priestern, gesellschaftlichem Strukturwandel und Verantwortung für die Dritte Welt zu verbinden und in zahlreichen Resolutionen zum Ausdruck zu bringen. Die spektakulärste Resolution forderte sogar Papst Paul VI. zum Rücktritt auf.
Dieses Aktionsbündnis nannte sich „kritischer Katholizismus“; es hatte sich am 23. Juni 1968 in Bochum aus zahlreichen studentischen Arbeitskreisen (STAKK/Studentischer Arbeitskreis Kritischer Katholizismus) in katholischen Hochschulgemeinden gebildet. Aus einer Kirchentagszeitung, die für 20 Pfennig täglich über Unmutsäußerungen von Katholikentagsteilnehmern zur neuen Enzyklika („Pillenenzyklika“), mögliche Diskussionsbehinderungen durch Tagungsleiter („Die Verhütungsmittel des Zentralkomitees“), gesellschaftliche und politische Verflechtungen von Verbandskatholiken (wie Hermann Josef Abs) und Amtsträgern (wie Kardinal Lorenz Jaeger) berichtete, entwickelte sich eine Monatszeitschrift, die bis zum Jahre 1974 eine reformkatholische Abonnentenschaft bediente. Im Jahre 1969 trugen Mitglieder der Redaktion ihre Reformgedanken zusätzlich in einem Buch zusammen.
Die Gruppe um den „kritischen Katholizismus“ verband der gemeinsame Wunsch nach innerkirchlicher Opposition. „Die Kirche stirbt nicht von selbst aus. Deshalb muss auch hier eine wirksame Opposition organisiert werden. Methoden und Erfahrungen der Außerparlamentarischen Opposition im Bereich der Universitäten, Schulen und Betriebe müssen für die Kirche nutzbar gemacht werden. Reaktionäre Tendenzen sollen bekämpft, progressive Tendenzen in der Kirche gestärkt werden.“ Inspiriert von der anti-institutionellen und basisdemokratischen Studentenbewegung, an denen sie selbst an ihren jeweiligen Studienorten Bochum, Münster, Frankfurt, Berlin oder Tübingen teilnahmen, propagierten sie ein kirchenkritisches und kirchenfernes Christentum, das seinen Beitrag zur Humanisierung der Gesellschaft leisten sollte. Hierbei wurde vor allem der analytische Fokus auf solche Bereiche gelegt, die bis dato von den Kirchen dominiert wurden: Sozial- und Jugendarbeit, der Pflege- und Krankenhaussektor und nicht zuletzt die Konfessionsschule. Aber auch der „progressive“ Bereich in Kirche und Theologie blieb vor Kritik nicht verschont, was manchen Sympathisanten des kritischen Katholizismus verletzte und in Distanz zu Letzterem brachte. So schrumpfte die Leserschaft allmählich zusammen, so dass die Zeitung im Jahre 1974 eingestellt wurde. Verstärkt wurde diese Tendenz nach dem Zusammengehen der Redaktion des „kritischen Katholizismus“ mit dem DKP-nahen Pahl-Rugenstein Verlag. Dieser nahm zwar keinen direkten Einfluss auf die Inhalte der Artikel, ärgerte sich aber häufig über „anarchistische“ Tendenzen der Redaktion und baute ab 1975 mit der linksprotestantischen Monatsschrift Die Stimme der Gemeinde beziehungsweise Neue Stimme auf eine weniger konfliktbeladene Zusammenarbeit. Die Gruppe um den „kritischen Katholizismus“ löste sich zwar auf, aber ihre ehemaligen Mitglieder setzten ihre Aktivitäten in basisdemokratischen, ökologischen oder kirchenreformerischen Bewegungen fort.

## Herausgeber und Autoren
Herausgeber des „kritischen Katholizismus“ waren unter anderen Friedhelm Baukloh, Hermann Böckenförde, Richard Faber, Ingrid Fohlmeister, Hans Friemond, Hans-Hermann Hücking, Heribert Kohl, Klaus Kreppel, Lothar Kupp, Henrich von Nussbaum, Ben van Onna, Hermann Precht, Ivo Rode, Joachim Stankowski, Martin Stankowski, Werner Wirtz. Verantwortlicher Redakteur von 1971 bis 1973 war Klaus Kreppel.
Zum Kreis der Autoren zählten zahlreiche katholische Intellektuelle wie der Soziologe Dankwart Danckwerts, der Kirchenrechtler Horst Herrmann, der Publizist Walter Dirks.